# Coupe du monde de baseball 2005
La Coupe du monde de baseball 2005 est la 36e édition de cette épreuve mettant aux prises les meilleures sélections nationales. La phase finale s'est tenue du 3 au 17 septembre 2005 aux Pays-Bas à Rotterdam, Haarlem, Almere, Amsterdam et Eindhoven.
La compétition est remportée par Cuba et le meilleur joueur de la compétition est l'arrêt-court cubain Eduardo Paret.

## Format du tournoi
Les dix-huit équipes participants sont divisées en deux groupes de neuf. Chaque sélection joue contre les huit autres équipes de son groupe lors du premier tour. Les quatre meilleures équipes se qualifient pour la phase finale à élimination directe (quarts de finale, demi-finales, finales et matchs de classement). Si une équipe mène de plus de 10 points après le début de la 7e manche, le match est arrêté (mercy rule).

## Classement final
| Pl.                | Sélection    |
| ------------------ | ------------ |
| Médaille d'or      | Cuba         |
| Médaille d'argent  | Corée du Sud |
| Médaille de bronze | Panama       |
| 4                  | Pays-Bas     |
| 5                  | Japon        |
| 6                  | Nicaragua    |
| 7                  | États-Unis   |
| 8                  | Porto Rico   |

Les dix autres équipes n'ont pas de classement final, n'ayant pas jouées les unes contre les autres.

## Résultats

### Premier tour

#### Groupe A
| Date         | Heure | Stade     | Recevant       | Visiteur       | Score  | Notes      |
| ------------ | ----- | --------- | -------------- | -------------- | ------ | ---------- |
| 2 septembre  | 19h15 | Rotterdam | Pays-Bas       | Chine          | 13 - 3 | 8 manches  |
| 3 septembre  | 13h00 | Rotterdam | Suède          | Pays-Bas       | 0 - 18 | 7 manches  |
| 3 septembre  | 13h00 | Haarlem   | Afrique du Sud | Cuba           | 2 - 12 | 7 manches  |
| 3 septembre  | 13h00 | Amsterdam | Corée du Sud   | Panama         | 3 - 5  |            |
| 3 septembre  | 13h00 | Eindhoven | Chine          | Brésil         | 6 - 5  | 15 manches |
| 4 septembre  | 13h00 | Rotterdam | Pays-Bas       | Corée du Sud   | 6 - 2  |            |
| 4 septembre  | 13h00 | Haarlem   | Brésil         | Afrique du Sud | 2 - 1  |            |
| 4 septembre  | 19h00 | Haarlem   | Panama         | Cuba           | 2 - 6  |            |
| 4 septembre  | 13h00 | Almere    | Canada         | Suède          | 10 - 0 | 7 manches  |
| 5 septembre  | 19h00 | Rotterdam | Cuba           | Brésil         | 11 - 1 | 7 manches  |
| 5 septembre  | 19h00 | Almere    | Afrique du Sud | Chine          | 1 - 11 |            |
| 5 septembre  | 13h00 | Eindhoven | Corée du Sud   | Canada         | 7 - 6  |            |
| 5 septembre  | 13h00 | Eindhoven | Suède          | Panama         | 1 - 11 | 7 manches  |
| 6 septembre  | 13h00 | Rotterdam | Cuba           | Suède          | 15 - 0 | 7 manches  |
| 6 septembre  | 19h00 | Rotterdam | Chine          | Panama         | 4 - 5  |            |
| 6 septembre  | 13h00 | Haarlem   | Canada         | Afrique du Sud | 12 - 1 | 7 manches  |
| 6 septembre  | 19h00 | Haarlem   | Pays-Bas       | Brésil         | 7 - 0  |            |
| 7 septembre  | 19h00 | Rotterdam | Afrique du Sud | Pays-Bas       | 2 - 20 | 7 manches  |
| 7 septembre  | 19h00 | Haarlem   | Panama         | Canada         | 13 - 6 |            |
| 7 septembre  | 18h00 | Amsterdam | Chine          | Cuba           | 8 - 12 |            |
| 7 septembre  | 19h00 | Eindhoven | Brésil         | Corée du Sud   | 0 - 4  |            |
| 9 septembre  | 19h00 | Rotterdam | Cuba           | Corée du Sud   | 4 - 1  |            |
| 9 septembre  | 19h00 | Haarlem   | Canada         | Pays-Bas       | 3 - 7  |            |
| 9 septembre  | 19h00 | Almere    | Panama         | Brésil         | 8 - 5  |            |
| 9 septembre  | 19h00 | Eindhoven | Suède          | Chine          | 5 - 7  |            |
| 10 septembre | 19h00 | Haarlem   | Pays-Bas       | Panama         | 9 - 5  |            |
| 10 septembre | 13h00 | Amsterdam | Canada         | Cuba           | 0 - 7  |            |
| 10 septembre | 18h00 | Amsterdam | Afrique du Sud | Suède          | 4 - 10 |            |
| 10 septembre | 19h00 | Eindhoven | Corée du Sud   | Chine          | 3 - 1  |            |
| 11 septembre | 13h00 | Rotterdam | Cuba           | Pays-Bas       | 3 - 1  |            |
| 11 septembre | 19h00 | Rotterdam | Brésil         | Suède          | 11 - 4 |            |
| 11 septembre | 18h00 | Amsterdam | Chine          | Canada         | 2 - 14 | 7 manches  |
| 11 septembre | 13h00 | Eindhoven | Corée du Sud   | Afrique du Sud | 4 - 3  | 13 manches |
| 12 septembre | 13h00 | Rotterdam | Panama         | Afrique du Sud | 5 - 1  |            |
| 12 septembre | 19h00 | Rotterdam | Brésil         | Canada         | 4 - 12 |            |
| 12 septembre | 13h00 | Haarlem   | Suède          | Corée du Sud   | 2 - 12 | 8 manches  |

| Pl. | Équipe         | J | V | D | PM | PC | %     |
| --- | -------------- | - | - | - | -- | -- | ----- |
| 1   | Cuba           | 8 | 8 | 0 | 70 | 15 | 1.000 |
| 2   | Pays-Bas       | 8 | 7 | 1 | 81 | 18 | .875  |
| 3   | Panama         | 8 | 6 | 2 | 54 | 35 | .750  |
| 4   | Corée du Sud   | 8 | 5 | 3 | 36 | 27 | .625  |
| 5   | Canada         | 8 | 4 | 4 | 63 | 41 | .500  |
| 6   | Chine          | 8 | 3 | 5 | 42 | 58 | .375  |
| 7   | Brésil         | 8 | 2 | 6 | 28 | 53 | .250  |
| 8   | Suède          | 8 | 1 | 7 | 22 | 88 | .125  |
| 9   | Afrique du Sud | 8 | 0 | 8 | 15 | 76 | .000  |

J : rencontres jouées, V : victoires, D : défaites, PM : points marqués, PC : points concédés, % : pourcentage de victoire.

#### Groupe B
| Date         | Heure | Stade     | Recevant           | Visiteur           | Score  | Notes     |
| ------------ | ----- | --------- | ------------------ | ------------------ | ------ | --------- |
| 3 septembre  | 19h00 | Rotterdam | Taiwan             | République Tchèque | 10 - 1 |           |
| 3 septembre  | 19h00 | Haarlem   | Australie          | Puerto Rico        | 4 - 2  |           |
| 3 septembre  | 19h00 | Almere    | Espagne            | Japon              | 2 - 9  |           |
| 4 septembre  | 19h00 | Rotterdam | République Tchèque | Espagne            | 5 - 15 | 8 manches |
| 4 septembre  | 13h00 | Amsterdam | Puerto Rico        | Japon              | 5 - 4  |           |
| 4 septembre  | 19h00 | Almere    | Nicaragua          | Australie          | 2 - 0  |           |
| 4 septembre  | 19h00 | Eindhoven | États-Unis         | Colombie           | 12 - 1 | 7 manches |
| 5 septembre  | 13h00 | Rotterdam | Japon              | République Tchèque | 19 - 0 | 7 manches |
| 5 septembre  | 13h00 | Haarlem   | Espagne            | Taiwan             | 2 - 12 | 7 manches |
| 5 septembre  | 19h00 | Haarlem   | Australie          | États-Unis         | 4 - 6  |           |
| 5 septembre  | 18h00 | Amsterdam | Colombie           | Puerto Rico        | 0 - 10 | 8 manches |
| 6 septembre  | 13h00 | Amsterdam | Japon              | Colombie           | 12 - 0 | 7 manches |
| 6 septembre  | 19h00 | Amsterdam | États-Unis         | Espagne            | 11 - 1 | 7 manches |
| 6 septembre  | 19h00 | Almere    | Nicaragua          | République Tchèque | 1 - 0  |           |
| 6 septembre  | 13h00 | Eindhoven | Taiwan             | Puerto Rico        | 4 - 6  |           |
| 7 septembre  | 13h00 | Rotterdam | Espagne            | Nicaragua          | 2 - 5  |           |
| 7 septembre  | 13h00 | Haarlem   | Puerto Rico        | États-Unis         | 6 - 12 |           |
| 7 septembre  | 13h00 | Almere    | Taiwan             | Japon              | 1 - 7  |           |
| 7 septembre  | 19h00 | Almere    | République Tchèque | Australie          | 0 - 14 | 7 manches |
| 8 septembre  | 18h00 | Amsterdam | Colombie           | Nicaragua          | 2 - 12 | 8 manches |
| 9 septembre  | 13h00 | Rotterdam | États-Unis         | Nicaragua          | 2 - 14 |           |
| 9 septembre  | 13h00 | Haarlem   | Puerto Rico        | République Tchèque | 11 - 1 | 8 manches |
| 9 septembre  | 18h00 | Amsterdam | Japon              | Australie          | 4 - 2  |           |
| 9 septembre  | 13h00 | Eindhoven | Colombie           | Taiwan             | 3 - 2  |           |
| 10 septembre | 13h00 | Rotterdam | Australie          | Taiwan             | 4 - 11 |           |
| 10 septembre | 19h00 | Rotterdam | Nicaragua          | Puerto Rico        | 5 - 6  |           |
| 10 septembre | 13h00 | Haarlem   | Espagne            | Colombie           | 6 - 4  |           |
| 10 septembre | 19h00 | Almere    | États-Unis         | Japon              | 6 - 7  |           |
| 11 septembre | 19h00 | Haarlem   | Japon              | Nicaragua          | 11 - 3 |           |
| 11 septembre | 19h00 | Almere    | République Tchèque | Colombie           | 3 - 14 | 7 manches |
| 11 septembre | 19h00 | Eindhoven | Australie          | Espagne            | 8 - 0  |           |
| 12 septembre | 19h00 | Haarlem   | Colombie           | Australie          | 1 - 5  |           |
| 12 septembre | 18h00 | Amsterdam | République Tchèque | États-Unis         | 3 - 7  |           |
| 12 septembre | 15h00 | Almere    | Nicaragua          | Taiwan             | 11 - 4 |           |
| 12 septembre | 19h00 | Eindhoven | Puerto Rico        | Espagne            | 7 - 4  |           |
| 13 septembre | 15h00 | Haarlem   | Taiwan             | États-Unis         | 4 - 5  |           |

| Pl. | Équipe       | J | V | D | PM | PC | %    |
| --- | ------------ | - | - | - | -- | -- | ---- |
| 1   | Japon        | 8 | 7 | 1 | 73 | 19 | .875 |
| 2   | Nicaragua    | 8 | 6 | 2 | 53 | 27 | .750 |
| 3   | Porto Rico   | 8 | 6 | 2 | 53 | 34 | .750 |
| 4   | États-Unis   | 8 | 6 | 2 | 61 | 40 | .750 |
| 5   | Australie    | 8 | 4 | 4 | 41 | 26 | .500 |
| 6   | Taïwan       | 8 | 3 | 5 | 48 | 39 | .375 |
| 7   | Espagne      | 8 | 2 | 6 | 32 | 61 | .250 |
| 8   | Colombie     | 8 | 2 | 6 | 25 | 62 | .250 |
| 9   | Rép. tchèque | 8 | 0 | 8 | 13 | 91 | .000 |

J : rencontres jouées, V : victoires, D : défaites, PM : points marqués, PC : points concédés, % : pourcentage de victoire.

### Phase finale
|  | Quarts de finale                 | Quarts de finale                 |                                |                                | Demi-finales                   | Demi-finales                   |   |  | Finale                           | Finale                           |
|  | Quarts de finale                 | Quarts de finale                 |                                |                                | Demi-finales                   | Demi-finales                   |   |  | Finale                           | Finale                           |
|  |                                  |                                  |                                |                                |                                |                                |   |  |                                  |                                  |
|  | 14 septembre - 19h00 (Rotterdam) | 14 septembre - 19h00 (Rotterdam) |                                |                                | 16 septembre - 19h00 (Haarlem) | 16 septembre - 19h00 (Haarlem) |   |  | 17 septembre - 19h00 (Rotterdam) | 17 septembre - 19h00 (Rotterdam) |
|  | 14 septembre - 19h00 (Rotterdam) | 14 septembre - 19h00 (Rotterdam) |                                |                                | 16 septembre - 19h00 (Haarlem) | 16 septembre - 19h00 (Haarlem) |   |  | 17 septembre - 19h00 (Rotterdam) | 17 septembre - 19h00 (Rotterdam) |
|  | Cuba                             | 11                               |                                |                                | 16 septembre - 19h00 (Haarlem) | 16 septembre - 19h00 (Haarlem) |   |  | 17 septembre - 19h00 (Rotterdam) | 17 septembre - 19h00 (Rotterdam) |
|  | Cuba                             | 11                               |                                |                                | 16 septembre - 19h00 (Haarlem) | 16 septembre - 19h00 (Haarlem) |   |  | 17 septembre - 19h00 (Rotterdam) | 17 septembre - 19h00 (Rotterdam) |
|  | États-Unis                       | 3                                |                                |                                | 16 septembre - 19h00 (Haarlem) | 16 septembre - 19h00 (Haarlem) |   |  | 17 septembre - 19h00 (Rotterdam) | 17 septembre - 19h00 (Rotterdam) |
|  | États-Unis                       | 3                                | Panama                         | 2                              |                                |                                |   |  | 17 septembre - 19h00 (Rotterdam) | 17 septembre - 19h00 (Rotterdam) |
|  | 14 septembre - 19h00 (Almere)    |                                  | Panama                         | 2                              |                                |                                |   |  | 17 septembre - 19h00 (Rotterdam) | 17 septembre - 19h00 (Rotterdam) |
|  |                                  | Cuba                             | 15 (7 m.)                      |                                |                                |                                |   |  | 17 septembre - 19h00 (Rotterdam) | 17 septembre - 19h00 (Rotterdam) |
|  | Nicaragua                        | Cuba                             | 15 (7 m.)                      | 1                              |                                |                                |   |  | 17 septembre - 19h00 (Rotterdam) | 17 septembre - 19h00 (Rotterdam) |
|  | Nicaragua                        |                                  |                                | 1                              |                                |                                |   |  | 17 septembre - 19h00 (Rotterdam) | 17 septembre - 19h00 (Rotterdam) |
|  | Panama                           | 2                                |                                |                                |                                |                                |   |  | 17 septembre - 19h00 (Rotterdam) | 17 septembre - 19h00 (Rotterdam) |
|  | Panama                           | 2                                | Corée du Sud                   | 0                              |                                |                                |   |  |                                  |                                  |
|  | 14 septembre - 19h00 (Eindhoven) |                                  | Corée du Sud                   | 0                              |                                |                                |   |  |                                  |                                  |
|  |                                  | Cuba                             | 3                              |                                |                                |                                |   |  |                                  |                                  |
|  | Japon                            | Cuba                             | 3                              | 1                              |                                |                                |   |  |                                  |                                  |
|  | Japon                            | 16 septembre - 19h00 (Rotterdam) |                                | 1                              |                                |                                |   |  |                                  |                                  |
|  | Corée du Sud                     | 5                                |                                |                                |                                |                                |   |  |                                  |                                  |
|  | Corée du Sud                     | 5                                | Corée du Sud                   | 7                              |                                |                                |   |  |                                  |                                  |
|  | 14 septembre - 19h00 (Haarlem)   | 14 septembre - 19h00 (Haarlem)   | Corée du Sud                   | 7                              | Match pour la 3e place         | Match pour la 3e place         |   |  |                                  |                                  |
|  | 14 septembre - 19h00 (Haarlem)   | 14 septembre - 19h00 (Haarlem)   |                                | Pays-Bas                       | Match pour la 3e place         | Match pour la 3e place         | 0 |  |                                  |                                  |
|  | Pays-Bas                         | 10 (8 m.)                        | 17 septembre - 13h00 (Haarlem) | 17 septembre - 13h00 (Haarlem) |                                |                                | 0 |  |                                  |                                  |
|  | Pays-Bas                         | 10 (8 m.)                        | 17 septembre - 13h00 (Haarlem) | 17 septembre - 13h00 (Haarlem) |                                |                                |   |  |                                  |                                  |
|  | Porto Rico                       | 0                                |                                | Panama                         | 7                              |                                |   |  |                                  |                                  |
|  | Porto Rico                       | 0                                |                                | Panama                         | 7                              |                                |   |  |                                  |                                  |
|  |                                  |                                  |                                |                                |                                |                                |   |  | Pays-Bas                         | 6                                |
|  |                                  |                                  |                                |                                |                                |                                |   |  | Pays-Bas                         | 6                                |

### Matchs de classement
|  | 5e à 8e places                   | 5e à 8e places                   |                        |   | Match pour la 5e place           | Match pour la 5e place           |
|  | 5e à 8e places                   | 5e à 8e places                   |                        |   | Match pour la 5e place           | Match pour la 5e place           |
|  |                                  |                                  |                        |   |                                  |                                  |
|  | 16 septembre - 13h00 (Amsterdam) | 16 septembre - 13h00 (Amsterdam) |                        |   | 17 septembre - 14h30 (Amsterdam) | 17 septembre - 14h30 (Amsterdam) |
|  | 16 septembre - 13h00 (Amsterdam) | 16 septembre - 13h00 (Amsterdam) |                        |   | 17 septembre - 14h30 (Amsterdam) | 17 septembre - 14h30 (Amsterdam) |
|  | États-Unis                       | 0                                |                        |   | 17 septembre - 14h30 (Amsterdam) | 17 septembre - 14h30 (Amsterdam) |
|  | États-Unis                       | 0                                |                        |   | 17 septembre - 14h30 (Amsterdam) | 17 septembre - 14h30 (Amsterdam) |
|  | Nicaragua                        | 9 (F)                            |                        |   | 17 septembre - 14h30 (Amsterdam) | 17 septembre - 14h30 (Amsterdam) |
|  | Nicaragua                        | 9 (F)                            | Nicaragua              | 1 |                                  |                                  |
|  | 16 septembre - 13h00 (Haarlem)   |                                  | Nicaragua              | 1 |                                  |                                  |
|  |                                  | Japon                            | 8                      |   |                                  |                                  |
|  | Japon                            | Japon                            | 8                      | 5 |                                  |                                  |
|  | Japon                            |                                  |                        | 5 |                                  |                                  |
|  | Porto Rico                       | 0                                |                        |   |                                  |                                  |
|  | Porto Rico                       | 0                                | Match pour la 7e place |   |                                  |                                  |
|  |                                  |                                  |                        |   |                                  |                                  |
|  | 17 septembre - 10h30 (Amsterdam) |                                  |                        |   |                                  |                                  |
|  |                                  |                                  |                        |   |                                  |                                  |
|  | États-Unis                       | 11                               |                        |   |                                  |                                  |
|  | États-Unis                       | 11                               |                        |   |                                  |                                  |
|  | Porto Rico                       | 3                                |                        |   |                                  |                                  |
|  | Porto Rico                       | 3                                |                        |   |                                  |                                  |

(F) L'équipe du Nicaragua a gagné sa première rencontre face aux États-Unis par forfait.